# National Invitation Tournament 1944
El National Invitation Tournament 1944 fue la séptima edición del National Invitation Tournament. La disputaron ocho equipos, celebrándose la competición en el Madison Square Garden de Nueva York. El ganador fue la Universidad St. John's, que lograba su segundo título de forma consecutiva.

## Equipos
| Bowling Green |
| Canisius      |
| DePaul        |
| Kentucky      |
| Muhlenberg    |
| Oklahoma A&M  |
| St. John's    |
| Utah          |

## Fase final
Cuadro final de resultados.
|  | Cuartos de final | Cuartos de final | Cuartos de final |            |              | Semifinales  | Semifinales | Semifinales |              |                        | Final                  | Final                  | Final |  |
|  |                  |                  |                  |            |              |              |             |             |              |                        |                        |                        |       |  |
|  |                  |                  |                  |            |              |              |             |             |              |                        |                        |                        |       |  |
|  | Oklahoma A&M     | Oklahoma A&M     | 43               |            |              |              |             |             |              |                        |                        |                        |       |  |
|  | Oklahoma A&M     | Oklahoma A&M     | 43               |            |              |              |             |             |              |                        |                        |                        |       |  |
|  | Canisius         | Canisius         | 29               |            |              |              |             |             |              |                        |                        |                        |       |  |
|  | Canisius         | Canisius         | 29               |            | Oklahoma A&M | Oklahoma A&M | 38          |             |              |                        |                        |                        |       |  |
|  |                  |                  |                  |            | Oklahoma A&M | Oklahoma A&M | 38          |             |              |                        |                        |                        |       |  |
|  |                  |                  | DePaul           | DePaul     | 41           |              |             |             |              |                        |                        |                        |       |  |
|  | DePaul           | DePaul           | DePaul           | DePaul     | 41           | 68           |             |             |              |                        |                        |                        |       |  |
|  | DePaul           | DePaul           |                  |            |              |              |             |             |              |                        |                        |                        |       |  |
|  | Muhlenberg       | Muhlenberg       | 45               |            |              |              |             |             |              |                        |                        |                        |       |  |
|  | Muhlenberg       | Muhlenberg       | 45               |            |              |              |             |             |              | DePaul                 | DePaul                 | 39                     |       |  |
|  |                  |                  |                  |            |              |              |             |             |              | DePaul                 | DePaul                 | 39                     |       |  |
|  |                  |                  | St. John's       | St. John's | 47           |              |             |             |              |                        |                        |                        |       |  |
|  | Kentucky         | Kentucky         | St. John's       | St. John's | 47           | 46           |             |             |              |                        |                        |                        |       |  |
|  | Kentucky         | Kentucky         |                  |            |              |              |             |             |              |                        |                        |                        |       |  |
|  | Utah             | Utah             | 38               |            |              |              |             |             |              |                        |                        |                        |       |  |
|  | Utah             | Utah             | 38               |            | Kentucky     | Kentucky     | 45          |             |              | Tercer y cuarto puesto | Tercer y cuarto puesto | Tercer y cuarto puesto |       |  |
|  |                  |                  |                  |            | Kentucky     | Kentucky     | 45          |             |              | Tercer y cuarto puesto | Tercer y cuarto puesto | Tercer y cuarto puesto |       |  |
|  |                  |                  | St. John's       | St. John's | 48           |              |             |             |              |                        |                        |                        |       |  |
|  | St. John's       | St. John's       | St. John's       | St. John's | 48           | 44           |             |             | Oklahoma A&M | Oklahoma A&M           | 29                     |                        |       |  |
|  | St. John's       | St. John's       |                  |            |              |              |             |             | Oklahoma A&M | Oklahoma A&M           | 29                     |                        |       |  |
|  | Bowling Green    | Bowling Green    | 40               |            |              |              |             |             |              |                        | Kentucky               | Kentucky               | 45    |  |
|  | Bowling Green    | Bowling Green    | 40               |            |              |              |             |             |              |                        | Kentucky               | Kentucky               | 45    |  |
|  |                  |                  |                  |            |              |              |             |             |              |                        |                        |                        |       |  |

| Campeón del NIT 1944           |
| ------------------------------ |
| St. John's Red Storm 2º título |